# 林毅夫
林毅夫（1952年10月15日—），原名林正義，後改林正誼，後再改為林毅夫，男，台湾宜兰人，現定居於北京，中华人民共和国经济学家，教授职称。现任全国政协常委、全國政協經濟委員會副主任（副部长级），北京大学新结构经济学研究院院长、北京大学国家发展研究院名誉院长，北京大学南南合作与发展学院院长，国务院参事、北京大学博雅讲席教授。
林毅夫于2008年起曾出任世界銀行首席經濟師兼負責發展經濟學的高级副行長。與妻子陳雲英育有兩名子女。1972年林毅夫由國立台灣大學轉入陸軍軍官學校，為第44期步兵科畢業，後於1978年取得國立政治大學企業管理研究所碩士，1979年擔任中華民國金門馬山連連長駐守金門時泅水离台至廈門（2012年被中華民國通緝）。1982年取得北京大學政治經濟學碩士，1986年取得芝加哥大學經濟學博士，1993年升任北京大學教授，1994年共同創辦北京大學中國經濟研究中心並擔任主任，後任北京大学国家发展研究院名誉院长。林毅夫曾擔任中華人民共和國第七至第十屆政協全國委員會委員、第十、十二、十三、十四届全国政協經濟委員會副主任、第十一届全国人大代表、中華全國工商業聯合會副主席。並獲選第三世界科學院（現名世界科学院）院士、英国科学院外籍院士。

## 生平

### 台灣成長
1952年10月15日，林毅夫生於台灣宜蘭縣，原名林正義。幼時家境貧苦，母親以洗衣謀生。林正義在宜蘭中學初中部畢業後，獲保送就讀宜蘭高中。1971年大學聯考後，錄取國立臺灣大學農學院農業工程系機械組。
在就學於臺灣大學期間，林正義熱衷學生運動。中華民國退出聯合國時，林正義擔任臺灣大學一年級學生代表會的主席，他曾經在學生代表會的聚會時發動「校園絕食」，並在「反對共匪混入聯合國」的座談會上號召在聯大開會前發動全國示威大遊行，以表達國人抗議，當时對正處於爭取民主權利熱潮的台大學生而言，對於如何去挽救國府在國際上的敗象並不特別熱心，何況當局也不希望學生來攪局，因此林正義的建議也就不了了之。
1971年冬，大一上學期結束，新生赴成功嶺寒訓。林正義在成功嶺受訓到第四、五週時，向部隊班長、排長報告，決定要投筆從戎，不回台大唸書。當時台大學生追求赴美留學者眾，而像林正義決定從軍的行動，剛好是中華民國國軍召募新血廣為宣傳的好題材，林正義被軍方接納，軍方並運用宣傳媒體將他塑造成明星一般的樣板人物。例如，當時的參謀總長賴名湯，在林正義自動請纓轉從軍時，「聽完林正義的心聲以後，深受感動告訴在場的人，這就是中國一定強的鐵證，因為我們國家像這樣有熱血的年青人非常多」。此外，在林正義投筆從戎的兩天後，大同工學院化學系的陶立民也向成功嶺寒訓班主任表示要轉讀陸軍官校，當時媒體就將陶立民的行為視為「響應林正義的行動」。之後，賴名湯亦在1972年3月4日代表中國青年反共救國團主任蔣經國，頒發「優秀青年獎章」給林正義。
林正義刻意不選中正理工學院就讀，而是特別向參謀總長賴名湯請求轉到陸軍軍官學校（承襲原黃埔軍校）。1975年，林正義以第二名的成績在陸軍官校第44期畢業，但在確定其叛逃後，已被陸官除名獎項，校史館之榮譽榜─畢業前三名已不見其名。畢業後，林正義留校擔任學生連排長，並與國立政治大學中文系畢業的陳雲英結婚，一年後生子。
在林正義求學過程中，蔣經國已升任行政院院長。因林正義具本省籍又是名校台大肄業，符合蔣經國的擢用台籍人士的政治策略，所以一直受到蔣經國的關心。蔣經國囑咐心腹學生、當時的總政戰部主任王昇，必須特別照顧林正義，畢業之後，林正義不必立刻下野戰部隊帶兵，而可以軍職身份及國防公費的特權進入國立政治大學企業管理研究所就讀。
下部隊後，林正義因與部隊長官同名而自行改名為「林正誼」。1978年夏，林正義以林正誼為名字，畢業於政大企管所。同年12月16日，中華人民共和國與美國簽訂建交公報，確定於1979年1月1日建立正式外交關係，同時美國將與中華民國斷交。同年12月的中共十一届三中全會上，鄧小平擊潰以華國鋒為主的「凡是派」，掌握了政權，中國大陸的對台政策開始轉變。1979年1月1日，中華人民共和國全國人大常委會發表「告台灣同胞書」，由中華人民共和國國防部部長徐向前宣佈，停止對金門持續20年的「單打雙不打」砲擊。
1979年2月16日，林正誼成為金門防衛司令部284師馬山連連長，軍階上尉。馬山位於金門主島的東北角，距中國大陸的解放軍據點角嶼僅約2公里，是國軍前線的最前哨，可以掌握福建白河口、小嶝角、刀嶼、大伯嶼、小伯嶼等一線解放軍的動態。馬山還設有對大陸心戰喊話的播音站，因此馬山連連長經常要向到前線視察的長官和外賓們簡報，只有最優秀的基層軍官才能出任馬山連連長，由此也可見蔣經國對林正誼這位台籍青年的提攜眷顧之隆。

### 前往大陸
1979年5月16日夜，從台灣探家回到金門約一週後，林正誼身上攜帶軍籍證明及有關資料，從金門泅海約2公里到廈門，投奔中國大陸。2012年，林毅夫叛逃案的當事人高華柱在擔任中華民國國防部長時指出他是通緝中的叛逃軍官，其刑事責任免除需以法律判斷。

### 入学北大

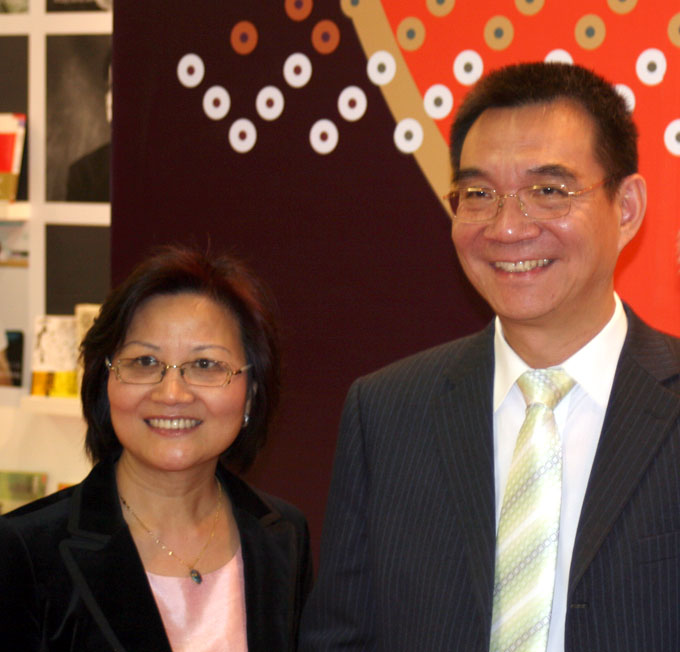
林毅夫和妻子陈云英在2009年法兰克福书展上

到了中國大陸之後，改名為「林毅夫」的林正誼先後輾轉各地，最後到達了北京。時為文革結束不久，而林毅夫的台籍身份又極為敏感，他首先準備就讀的中國人民大學就曾以“此人來歷不明”為由把他拒之門外，最終是北京大學接納林毅夫為北大經濟系碩士生；林毅夫至今對此心存感激。1980年，刚於1979年获诺贝尔经济学奖的芝加哥大学荣誉教授西奥多·舒尔茨到访北大，校方指派林毅夫为舒尔茨翻译；舒尔茨对林的翻译和经济学上的领悟颇为赞赏，回到芝加哥后便安排推荐给林毅夫奖学金就读芝加哥大学经济系。

### 留学美国
1982年林毅夫取得北大经济系政治经济学硕士，获派前往芝加哥大学攻读博士学位，成为中国大陸改革开放後首批赴美留学生。1986年林毅夫取得了芝加哥大学经济系博士学位，論文指導教授就是西奥多·舒尔茨。1986年至1987年，林毅夫以访问学者的身份在耶鲁大学经济发展中心做了一年博士後研究。林毅夫的妻子陳雲英得知丈夫在美國留學後，1983年亦從台灣輾轉赴美留學，與丈夫在美重聚。
中華民國官方對於前往中國大陸後的林毅夫或許一無所悉，但是，在林毅夫於芝加哥大學求學時，已經有留學生知道林毅夫具有台灣背景。曾任中華民國財政部長的劉憶如就表示，她1986年時也在芝加哥大學經濟系博士班就讀，她剛到芝加哥大學時，是就讀於企管系碩士班，對於林毅夫並不認識。後來，劉憶如被推舉為芝加哥大學的中國同學會會長，由於當時在芝加哥的中國學生人數少，劉憶如就將來自於香港、大陸、台灣的留學生納入同學會。因此，原本只顧讀書、不和中國學生往來的林毅夫，才會參與同學會的活動，劉憶如也就是在活動時，從林毅夫的舞步猜到林毅夫具有台灣的背景。劉憶如原本與林毅夫不熟，之後，劉憶如轉念芝加哥大學經濟系的博士班，因為選修同一門課，才與林毅夫有密集的接觸。

### 留美結束回到中國大陸
林毅夫於1987年结束在耶鲁大学的研究携妻儿一起回到中国大陆，任北京大學副教授，並任國務院農村發展研究中心發展研究所副所長。他是中国第一位“海归”经济学家，并带回了整整30箱的西方经济学术资料，为中国大陆的经济学研究提供了基础。1993年，林毅夫升任北京大學教授。1994年8月林毅夫与易纲、海闻、张维迎、张帆和明德等6人在北京大学创办中国经济研究中心，林毅夫出任主任，是中国大陆经济学研究的最前沿，也一直是中華人民共和國政府决策部门重要的智庫之一。
林毅夫說，中國經濟研究中心有三個定位：「作為中國經濟學教學的革新中心、作為中國改革開放的政策研究中心、作為中國與國際學術交流中心」。在時任北大校長吳樹青的支持下，中國經濟研究中心成為北大、乃至全中國大陸的學術特區。大陸最早的總體經濟學、個體經濟學、計量經濟學、發展經濟學和國際經濟學等課程，都從該中心開始。大陸的「马克思主义政治经济学」有如台灣戒嚴時期的「國父思想」般是政府高度關注的課程，但是1994年，林毅夫打破慣例在「政治經濟學」課程中，介紹了西方經濟理論和經濟學方法論。

## 工作與成就

### 專業成就
自1987年林毅夫回北大後，就不斷發生經濟政策的辯論，包括他在內的中國經濟研究中心成員，如：海聞、易纲、張維迎等，他們的意見都直接影響中共中央經濟政策的制定。如1997年底，林毅夫發表〈關鍵在於戰略目標的轉移──評中共中央14屆三中全會的決議〉，提到國企改革不彰、中央政府財政收入比重偏低、貪腐嚴重等問題，後來都出現在中華人民共和国總理朱鎔基的政策中。因此，就有媒體稱林毅夫是朱鎔基的智囊。
林毅夫主张中国大陸应继续实施比较优势发展战略，利用较低成本引入先进技术，快速积累资本，再实现产业升级。他也认为国有企业改革是继续保持经济高速发展的关键，改革国有企业才能够给民营经济提供更公平的竞争环境。林毅夫一直以来都对中国大陸经济保持乐观，认为中国大陸能够在2030年左右成为世界最大经济体。
林毅夫認為，世界經濟處在復甦的十字路口，發達國家尚需推進結構性經濟改革，而增加國際貨幣基金組織的防火牆對於抵禦歐債危機的擴散效應非常關鍵。儘管世界經濟近期出現一些復甦跡象，但仍面臨較為嚴峻的挑戰，主要是發達國家面臨的高失業率、低產能利用率、鉅額財政赤字等結構性難題尚未消除，經濟增長態勢總體疲軟。

### 工作簡歷
2005年，当选第三世界科学院院士。
2008年2月4日，世界银行行长罗伯特·佐利克正式宣佈，已經任命林毅夫为世界银行首席經濟師兼主管發展經濟學的資深副行長，於5月31日上任，補缺2007年離職的布吉尼翁。林是世界银行史上第一个来自于发展中国家而获聘担任这个职务的人。林毅夫“带着对中国30多年经济发展的深入了解”开始就职于世界银行；在他4年任期里，“西方对中国乃至亚洲经济的种种误读时常让他反思”，很多经济学家曾相信亚洲是最没有希望的一洲，认为非洲比亚洲有希望，拉丁美洲更有希望，结果却是亚洲国家经济普遍发展得较好，其发展远远超过拉美和非洲；林毅夫说，这些误读让他联想到世界银行并进而推动世界银行反思，因为“世界银行的目标一直是帮助发展中国家发展经济，解决贫困问题，多年来取得不少成就，但很多地方不尽如人意”。
| | |
| - 1987年－1990年，国务院农村发展研究中心发展研究所副所长 - 1990年－1993年，国务院发展研究中心农村部 副部长 - 1994年－2008年，北京大学中国经济研究中心主任 - 北京大学国家发展研究院名誉院长 - 1998年4月－2008年3月，中華人民共和國第七、八、九、十屆政協全國委員會委員（經濟界別）。 - 2008年－2012年9月，世界银行高级副行长兼首席经济学家 | 1. 北京大学国家发展研究院名誉院长 2. 第十二、十三、十四届全国政协委员、常委 3. 第十、十二、十三、十四届全国政协经济委员会副主任 4. 全国工商联副主席 5. 国务院参事 |

## 研究與著作
研究範圍：农业经济学、发展经济学、制度經濟學，與中国经济改革。
1990年－2000年，林毅夫的論文在國際上被引用次數，排名全球經濟學家第205位，在華人經濟學家中排前兩名。林毅夫形容大陸經濟學者現在是「近水樓台先得月」，他解釋說，隨著大陸經濟在世界的比重不斷增升，解釋大陸經濟現象的經濟論文，將愈來愈受到國際重視。
1992年，林毅夫发表《农村改革和中国的农业增长》于《美国经济评论》，該文被美国科学信息研究评为1980年至1998年间的经济学论文中，引用率最高的论文之一。林毅夫长期关注中国经济的改革与发展，他在制度经济学领域做出了突出贡献，有关中国农村改革与发展的研究成果享誉海内外。共出版13本学术专著，其中《充分信息及国有企业改革》被翻译成英文、日文出版，并以中文繁体字分别在香港和台湾出版。《中国的奇迹：发展战略与经济改革》被相继转成中文繁体字或译成英文、日文、韩文、法文、越文、俄文等版并被数次增订。
2011年年底林毅夫的《解密中国经济》一书由英国剑桥大学出版社正式出版，林旨在以“局内人”身份解读30多年来举足轻重的经济事件中国崛起，并对中国在19世纪落到了西方的后面的原因、对现在中国大陆经济成功的快速发展进行了探讨和解读。

### 著作一覽
- 《制度、技术和中国农业发展》，上海人民出版社和三联出版社，1993年。
- 《中国的奇迹：发展战略与经济改革》，中文簡體字版，上海人民出版社，1994；中文繁体字版，香港中文大学出版社，1995；英文版，香港中文大学出版 社，1996；日文版，东京日本评论社，1996；韩文版，汉城白山书社，1996年；法文版，巴黎Economica出版社，1998；越文版，胡志明 市，西贡时报出版社，1998。
- . 中国农业出版社. 1996年.
- 《充分信息与国有企业改革》，中文简体字版，上海人民出版社，1997年；中文繁体字版，香港中文大学出版社，1997；英文版，香港中文大学出版社，1998；日文版，东京日本评论社，1998。
- 蔡昉、林毅夫. . 麥格羅·希爾. 2003-10-28. ISBN 9789574938179 （中文（繁體））.[永久]
- 林毅夫. . 時報出版. 2009-03-26. ISBN 9789571350035. （原始内容存档于2012-08-28） （中文（繁體））.
- Justin Yifu Lin(林毅夫). . Cambridge  CB2 8BS,UK 英国: Cambridge University Press 剑桥大学出版社. 2011-12-27. ISBN 9780521191807 （英语）.
- 林毅夫. . FT中文网. 2013年7月11日 06:08 AM  [2013年7月11日]. （原始内容存档于2020年4月13日）.

1. 序列項目

## 家庭
- 父：林火樹，日本殖民統治時代曾任網球（當時依日文稱庭球）社團宜蘭菁英團的代表人。
- 妻子：陳雲英（1953年2月16日－）[24]
- 子：林旭初（1976年12月12日－）[25]，現任廣東省台灣同胞聯誼會副會長，廣州產業投資基金管理有限公司總經理兼城發基金董事長。
- 女：林曦（1980年8月5日－）[26]

## 榮譽
其著作《再论制度、技术与中国农业发展》获教育部第三届中国高校人文社会科学优秀成果一等奖，第四章“价格双轨制与供给反应：理论与来自中国农业的经验证据”荣获第九届孙冶方经济科学论文奖。《制度、技术与中国农业发展》获1992年度“孙冶方经济科学奖”；《技术变迁和家庭收入分配》一文为被评为1999年度《澳大利亚农业和资源经济学》最佳论文。
1993年获美国明尼苏达大学国际粮食与农业政策研究中心最佳政策论文奖。
1997年获澳大利亚农业和资源经济学会约翰·克劳夫爵士奖。2000年获美国社会科学引文索引的经典引文奖。2009年，美国福坦莫大学授予其荣誉博士。法国克莱蒙费朗大学、英国诺丁汉大学、加拿大不列颠哥伦比亚大学、中国香港香港城市大学、香港科技大学及中国澳门澳門科技大學亦先后授予其荣誉博士学位。
2011年获美国芝加哥大学的校友专业成就奖。

## 奔喪爭議與台灣司法追訴
林毅夫对于他曾為台灣軍官卻在金門前線逃亡至中国大陸的經歷很低调。2002年5月9日，林毅夫的父親林火樹在台湾宜蘭过世。5月29日，台灣民進黨籍立委蔡同榮向政府陳情，認為當年叛逃追訴時效已過，政府應讓「林正誼叛逃案」結案，批准林毅夫返台奔喪，同時亦可借重林毅夫與中國大陸高層關係，及其在財經方面的專業，為兩岸經貿往來做有利於台灣發展的建言。陸委會基於「人道精神」考慮同意林毅夫入境，內政部警政署入出境管理局亦將核發入境許可。
若林毅夫赴台奔喪，被指派調查本案的國防部北部地方軍事法院桃園分檢署檢察官屆時為了保存證據將會限制林毅夫出境，並以必要手段要求他到案說明。官員同時指出，林毅夫如果來台將從桃園中正機場入境，因此指派桃分檢負責調查，由於林當年叛逃的真相有許多部份須釐清，所以原則上在林入境後就應該會傳喚林毅夫到庭說明，假若他拒絕也可能強制拘提，這方面軍檢單位都已經著手進行沙盤推演。
國防部長湯曜明指出，林毅夫仍被國軍视为叛變逃亡军官，一旦返台将面临《陸海空軍刑法》調查與審判；而陸委會與內政部入出國及移民署則表示，仍同意核發入境證件，但返台後法律責任將由林毅夫自負。林毅夫當時正在美國訪問，他的妻子陳雲英赴香港等候。最後局勢未能好轉，林毅夫確定無法赴台，自美國飛至香港後返回北京，由陳雲英赴台代其追悼，林毅夫則在北大朗潤園設靈堂遙祭先父。
因配合軍事審判法修正，軍事案件全數移由司法處理。林毅夫案全案卷證，於2014年1月13日移由司法檢察署接辦，法務部研議後已認定林屬「繼續犯」，移交後仍持續通緝。